# Vệ tinh thứ hai của Trái Đất (Frederic Petit)
Vệ tinh thứ hai của Trái Đất là một ý kiến về vệ tinh thứ hai của Trái Đất. Đây là ý kiến được đưa ra bởi Frederic Petit. Ông cho rằng, Trái Đất có hai mặt trăng, nhưng mặt trăng thứ hai rất nhỏ. Nó đã được tuyên bố là đã được báo cáo bởi Lebon và Dassier tại Toulouse và bởi Larivière tại Đài thiên văn Artenac, vào đầu buổi tối ngày 21 tháng 3 năm 1846.
Petit đề xuất rằng mặt trăng thứ hai này có quỹ đạo hình elip, thời gian 2 giờ 44 phút, với apogee 3.570 km (2.220 mi) và perigee 11,4 km (7,1 mi). Yêu cầu này đã sớm bị các đồng nghiệp của ông bác bỏ. Hành trình 11,4 km (37.000 ft) tương tự như độ cao hành trình của hầu hết các máy bay hiện đại và trong bầu khí quyển của Trái Đất. Petit đã xuất bản một bài báo khác về những quan sát năm 1846 của mình vào năm 1861, dựa trên sự tồn tại của mặt trăng thứ hai về sự nhiễu loạn trong các chuyển động của Mặt trăng thực tế. Giả thuyết mặt trăng thứ hai này cũng không được xác nhận.
Mặt trăng được đề xuất của Petit đã trở thành một điểm cốt truyện trong tiểu thuyết khoa học viễn tưởng năm 1870 của Jules Verne.